# La Paz (Baja California Sur)
 For alternative betydninger, se La Paz (flertydig). (Se også artikler, som begynder med La Paz)
24°8′28.010″N 110°18′34.564″V / 24.14111389°N 110.30960111°V
La Paz er en by, kommune og hovedstad i den mexicanske delstat Baja California Sur. En folketælling fra år 2000 viser et indbyggertal på 163 000. Dette er antagelig vokset til 250 000 indbyggere i 2006 da mange mexicanere er flyttet til byen på grund af højere levestandard i La Paz end i mange andre områder i Mexico. Vigtige indtægtskilder i La Paz er turisme, landbrug, mineindustri efter sølv og fiskning af perler.

## Links
- Information om La Paz

- Wikimedia Commons har flere filer relateret til La Paz (Baja California Sur)

1. ↑  Instituto Nacional de Estadística y Geografía (fra Wikidata).